# Wubbold-Gletscher
Der Wubbold-Gletscher ist ein 13 km langer Gletscher mit steilem Gefälle im Norden der westantarktischen Alexander-I.-Insel. Von den Havre Mountains fließt er in südlicher Richtung zur Lasarew-Bucht, die er nördlich des Mount Holt erreicht. 
Der britische Geograph Derek Searle vom Falkland Islands Dependencies Survey kartierte ihn 1960 anhand von Luftaufnahmen der US-amerikanischen Ronne Antarctic Research Expedition (1947–1948). Das Advisory Committee on Antarctic Names benannte ihn 1980 nach Joseph Henry Wubbold Jr. (* 1934) von der United States Coast Guard, Kommandant der USCGC Northwind bei der Operation Deep Freeze des Jahres 1977.